# Corey Glover

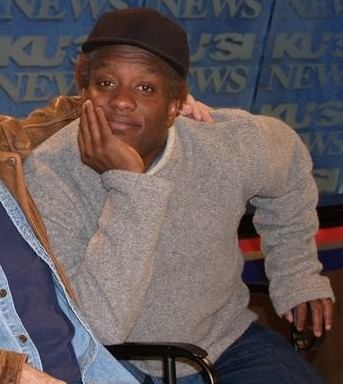
Corey Glover

Corey Glover (Brooklyn, New York, 6 november 1964) is een Amerikaans muzikant. Hij werd bekend als zanger van de rockband Living Colour.
Glover was een acteur-in-wording toen Vernon Reid hem in 1983 vroeg voor een lidmaatschap van Living Colour. Dit deed hij nadat hij Glover, naar verluidt, Happy birthday had horen zingen op een feestje van een vriend. Hij speelde soldaat Francis in Oliver Stones klassieke Vietnamese oorlogsfilm Platoon en had een rol in de televisieserie Signs of Live die maar kort te zien was.
Toen Living Colour in 1994 uit elkaar ging, begon hij een solocarrière als Reverend Daddy Love en is de zanger van zijn band VICE met Mike Ciro.
Living Colour herenigde in 2001 in de "CBGB" (Country, Blue Grass, and Blues; een legendarische muziekclub in Manhattan, New York). Daar speelde het met Will Calhoun en Doug Wimbish (een live drum- en basgitaarduo) HEADFAKE. Vernon Reid zong drie nummers mee van de HEADFAKE-lijst: Living Colour was weer terug. Glover was wederom hun zanger.
In oktober 2003 bracht Living Colour het album Collideoscope uit.
Vanaf augustus 2006 neemt Glover de rol van Judas in Jesus Christ Superstar op zich en zal samen met Ted Neeley nog tot in 2007 rondtoeren.
In tegenstelling tot sommige geruchten is Corey Glover niet de zoon van acteur Danny Glover; deze heeft maar één kind (een dochter).

## Solo-discografie
- Hymns (1998)
- Live at Wetland (1999)
- The Pledge (2014)